# Garrovillas de Alconétar
Garrovillas de Alconétar é um município da Espanha na comarca de Cáceres, província de Cáceres, comunidade autónoma da Estremadura. Tem 207 km² de área e em 2021 tinha 1 955 habitantes (densidade: 9,4 hab./km²). Faz parte da  Mancomunidade Tejo-Salor.

## Demografia
| Variação demográfica do município entre 1991 e 2004 | Variação demográfica do município entre 1991 e 2004 | Variação demográfica do município entre 1991 e 2004 | Variação demográfica do município entre 1991 e 2004 |
| --------------------------------------------------- | --------------------------------------------------- | --------------------------------------------------- | --------------------------------------------------- |
| 1991                                                | 1996                                                | 2001                                                | 2004                                                |
| 2631                                                | 2557                                                | 2453                                                | 2411                                                |